# Hunting High and Low
Hunting High and Low är den norska gruppen a-has debutalbum, utgivet den 1 juni 1985. Albumet blev en stor succé och såldes i fler än 10 miljoner exemplar.

## Låtlista
1. "Take on Me" – 3:48
2. "Train of Thought" – 4:14
3. "Hunting High and Low" – 3:45
4. "The Blue Sky" – 2:36
5. "Living a Boy's Adventure Tale" – 5:00
6. "The Sun Always Shines on T.V." – 5:08
7. "And You Tell Me" – 1:51
8. "Love Is Reason" – 3:04
9. "I Dream Myself Alive" – 3:06
10. "Here I Stand and Face the Rain" – 4:30

## Medverkande
- Morten Harket – sång
- Magne Furuholmen – Keyboard, sång
- Pål Waaktaar – gitarr, sång

## Singlar
- "Take on Me" (16 september 1985)
- "Love Is Reason" (1985)
- "The Sun Always Shines on T.V." (16 december 1985)
- "Train of Thought" (24 mars 1986)
- "Hunting High and Low" (2 juni 1986)